# Bruggelijkrichter
Een bruggelijkrichter, ook  Graetzschakeling genoemd, naar Leo Graetz, die de schakeling in 1897 publiceerde in de Elektronische Zeitung, vol. 25, is een gelijkrichter, die uit vier diodes bestaat die een wisselspanning, bijvoorbeeld van een transformator, omzetten naar een pulserende gelijkspanning. Vroeger werden voor de diodes ook wel elektronenbuizen gebruikt. De schakeling is door de Poolse natuurkundige Karol Pollak bedacht en hij heeft daar op 14 januari 1896 octrooi onder nummer DRP 96564 op aangevraagd.

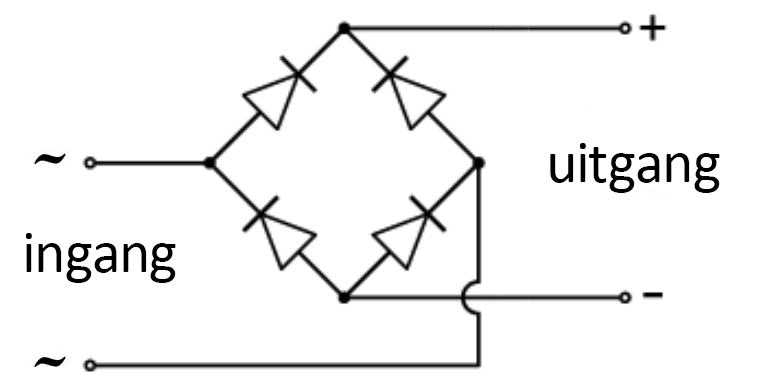
Bruggelijkrichter

## Werking
De diodes zijn zo geschakeld dat een wisselspanning aan de ingangsklemmen altijd een gelijkspanning aan de uitgang levert. De stroom loopt in de afbeeldingen door de rode en blauwe diodes, terwijl de grijze diodes zijn gesperd.
|  |  |

## Transformator
Bij gebruik van een transformator zal over het algemeen een elektrolytische condensator gebruikt worden om de pulserende gelijkspanning af te vlakken tot een constante gelijkspanning. In goedkope adapters die een ongeregelde gelijkspanning leveren, zit niets meer dan een transformator, een bruggelijkrichter en een condensator en soms een zenerdiode. Betere adapters hebben nog een spanningsregelaar ingebouwd. Tegenwoordig hebben veel adapters geen transformator maar een schakelende voeding.

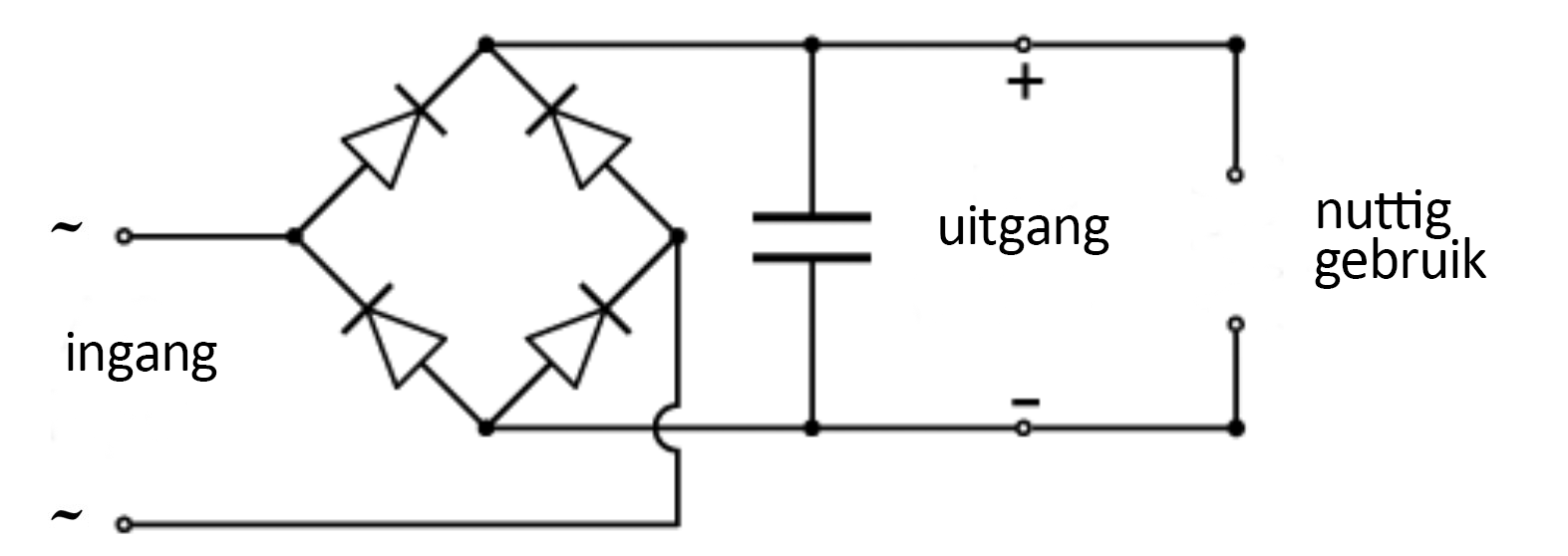

## Uitgangsspanning
De onbelaste uitgangsspanning van een bruggelijkrichter is bij een sinusvormige ingangsspanning ongeveer 1,4 maal de effectieve waarde van de ingangsspanning. De piekspanning van een sinus is namelijk {\displaystyle {\sqrt {2}}\approx 1,4} maal de effectieve waarde. Van de uitgangsspanning moet 2 x 0,7 = 1,4 volt worden afgetrokken bij gebruik van siliciumdiodes, vanwege de spanningsval over de twee diodes waar de stroom doorheen gaat.

## Driefasenbruggelijkrichter

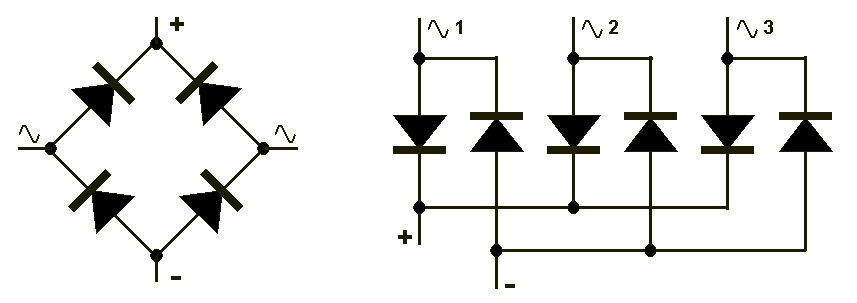
Twee- en driefasenbruggelijkrichter

Er kan voor het omzetten van driefasespanning met behulp van zes diodes een bruggelijkrichter worden gemaakt. Een dergelijke driefasengelijkrichter zit in de alternator van een automotor ingebouwd .
Graetz ·
H-brug ·
Hay ·
Maxwell ·
De Sauty ·
Schering ·
Thomson (Kelvin) ·
Wheatstone ·
Wien